# 林迪 (天順進士)
林迪（1427年—1505年），字允吉，别號拙斋，福建福州府闽县人，明朝政治人物、進士出身。

## 生平
生于宣德丁未正月十二日。景泰四年，福建癸酉乡试中舉。天顺元年，登丁丑科會試中進士，初任工部虞衡司主事，改户部贵州清吏司，历升陕西司员外郎、郎中，進階奉直大夫，考最，出为湖广布政使司参政。弘治改元，调官至贵州右参政。弘治乙丑六月十八日卒，享年七十九。